# Dalbergia neoperrieri
Dalbergia neoperrieri är en ärtväxtart som beskrevs av Jean Marie Bosser och Raymond Rabevohitra. Dalbergia neoperrieri ingår i släktet Dalbergia, och familjen ärtväxter. IUCN kategoriserar arten globalt som sårbar. Inga underarter finns listade i Catalogue of Life.